# Yrjö Nikkanen
Yrjo Nikkanen (Finlandia, 31 de diciembre de 1914-18 de noviembre de 1985) fue un atleta finlandés, especialista en la prueba de lanzamiento de jabalina en la que llegó a ser subcampeón olímpico en 1936.

## Carrera deportiva
En los JJ. OO. de Berlín 1936 ganó la medalla de plata en el lanzamiento de jabalina, con una marca de 70.77 metros, siendo superado por el alemán Gerhard Stock y por delante de su compatriota finlandés Kalervo Toivonen (bronce con 70.72 metros).